# Contea di Zhuxi
La contea di Zhuxi (竹溪县S, Zhúxī XiànP) è una contea della Cina, situata nella provincia di Hubei e amministrata dalla prefettura di Shiyan.